# Gruzínská demokratická republika
Gruzínská demokratická republika (gruzínsky საქართველოს დემოკრატიული რესპუბლიკა, Sakartvelos Demokratiuli Respublika, GDR) je název prvního novodobého nezávislého státu Gruzie, který existoval v roce 1918 po kolapsu carského Ruska. Samostatně existovala v době občanské války v Rusku a zanikla po útoku Rudé armády v roce 1921. Dnešní Gruzie volně navazuje na původní Gruzínskou demokratickou republiku.

## Vznik republiky
Po Únorové revoluci v carském Rusku v roce 1917, se ujal moci na území dnešní Gruzie tzv. Speciální zakavkazský komitét, který byl pod kontrolou Prozatímní vlády. Místní sověty byly ovládány menševiky, kteří byli věrní prozatímní vládě v Petrohradu.
Říjnová revoluce ale vše změnila. Nástupem bolševiků k moci začala Ruská občanská válka. V nastalém mocenském vakuu se spojili Gruzínci, Arméni a Ázerbájdžánci a vytvořili Zakavkazskou federaci v únoru 1918. Federace ale brzy díky vnitřním rozporům rozpadla a 26. května 1918 byla vyhlášena nezávislá republika.

## Rozloha republiky

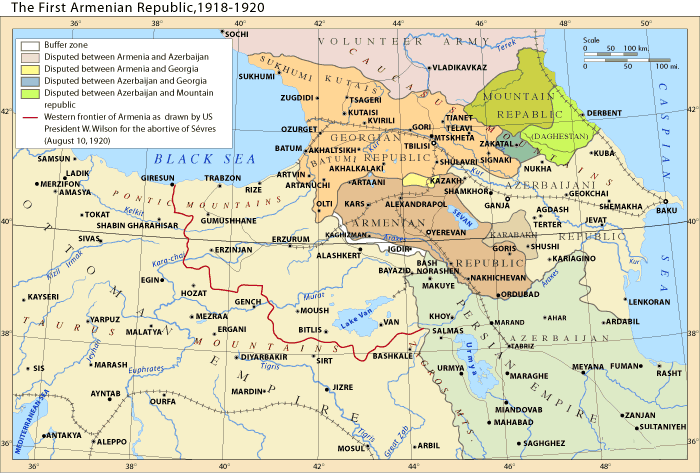
Gruzínská demokratická republika (oranžově) a okolní státy mezi lety 1918–1920

Stát měl společnou hranici s Ruskem, Kubání a Horskou republikou Severní Kavkaz na severu, s Tureckem a Arménií na jihu a s Ázerbájdžánskou demokratickou republikou na jihovýchodě. Hlavním městem se stalo Tiflis (dnešní Tbilisi), rozloha státu tehdy činila až 107 600 km² (dnes má Gruzie jen 69 700 km²) a v celé Gruzii žilo na 2,5 milionů obyvatel.

## Mezinárodní uznání republiky
Gruzínská demokratická republika byla uznána postupně těmito státy: Rumunsko, Argentina, Německo, Turecko, Belgie, Spojené království, Francie, Japonsko, Itálie, Polsko a Československo.

## Historie
Republika byla okamžitě uznána Německem a Tureckem, které okamžitě nabídly pomoc. Na druhou stranu z toho plynulo předání muslimy obývaných území Turecku (města: Batumi, Artvin a Achalciche) a Gruzie se dostala pod silný německý vliv. Němci dokonce poslali na pomoc Gruzíncům vojsko, které vedl generál Friedrich Freiherr Kress von Kressenstein. Na konci války se Němci stáhli zpět do Německa.

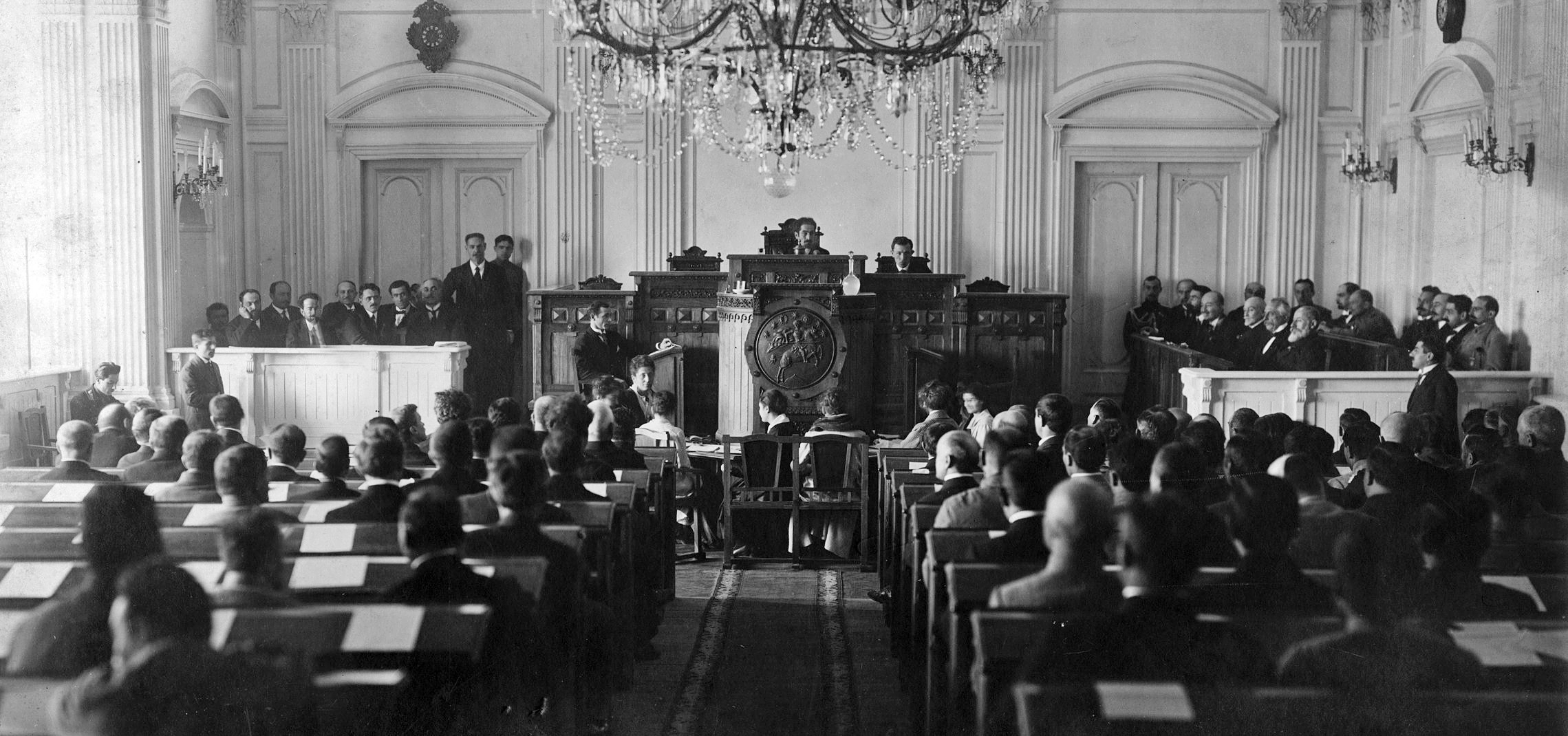
Zasedání gruzínského parlamentu v roce 1918

GDR měla od počátku problémy se svými sousedy. Územní spory vedla se sousední Arménií i Ázerbájdžánem. V případě Arménie skončil spor dokonce ozbrojeným konfliktem. Dalším problém bylo neuznání nezávislosti bělogvardějci. Generál Děnikin, místní velitel Bílé armády, nehodlal uznat žádný nově vzniklý stát, který si činil nároky na území bývalého Ruského carství nebo dokonce se od něho odtrhl. I tento spor skončil ozbrojeným konfliktem. Situace zašla až tak daleko, že Britové poslali do oblasti svoje vojsko. Intervenční armáda měla ustálit situaci na Kavkaze a vytvořit jednotnou sílu bojující proti bolševikům. Byla vytvořena linie pomocí britské armády, kterou měl Děnikin s jeho armádou zakázáno překročit. Následkem hrozby Bílé armády bylo podepsáno spojenectví mezi Gruzií a Ázerbájdžánem v červnu 1919.

### Volby
Dne 14. února 1919 se konaly volby do parlamentu. Jako vítěz vyšla z voleb se ziskem 81,5% hlasů strana menševiků. Nově vzniklá vláda vytvořila demokratický stát. Byla dána autonomie bouřící se Abcházii a provedeny reformy soudnictví a státosprávy.

## Konec GDR
V roce 1920 začalo sílit nebezpečí ze strany bolševiků. Bílá armáda byla poražena a Rudá armáda se blížila ke Kavkazu. Zprvu nabídli bolševici spojenectví proti zbytkům Bílé armády, ale Gruzínci odmítli a začali s mobilizací a dalšími přípravami na válku. V té době ale měli bolševici spoustu práce ve špatně se vyvíjející se válce s Polskem. Podepsali tedy Moskevskou dohodu, v které uznali nezávislou Gruzii. Nikdy ale nepočítali, že by dohodu dodrželi. V prosinci 1920 přišla další dobrá zpráva pro Gruzii. Liga národů oficiálně uznala gruzínskou nezávislost a v lednu 1921 to samé učinily státy Dohody Francie a Británie.

### Sovětský útok
Postupně podlehli Rudé armádě sousední Arménie a Ázerbájdžán a Britové stáhli své vojsko z Kavkazu. Gruzie tak zůstala osamocena v boji proti bolševikům. Rudá armáda s zfalšovanými důkazy o protibolševické činnosti Gruzie začala s útokem v únoru 1921. Z jihu se přidala k bolševikům i turecká armáda a osud nezávislé Gruzie byl tak zpečetěn. Na jejím území byla vytvořena Zakavkazská sovětská federativní socialistická republika a v roce 1936 reorganizovaná Gruzínská sovětská socialistická republika. Politická reprezentace nezávislé Gruzie emigrovala ze země a vytvořila v Paříži exilovou vládu, která fungovala do roku 1954.

## Odkaz GDR
Krátkotrvající nezávislá republika se stala velice důležitým faktorem pro gruzínské národní cítění. Ze všech sovětských republik se právě v Gruzii vytvořilo nejsilnější hnutí za nezávislost. Tohoto faktu využívala německá propaganda za druhé světové války zejména v tažení na Kavkaz. Gruzínská legie bojující pod velením Šalva Maglakelidzeho jako svou politickou ideu propagovala obnovu nezávislé Gruzie.
V 80. letech začali politici přirovnávat GDR jako alternativu úspěšného boji Gruzínců proti Rusku a začali nazývat GDR První republikou.
V dubnu 1991 byla oficiálně obnovena nezávislost Gruzie, která oficiálně navazovala na GDR. Symboly GDR (státní vlajka, státní znak) byly používány moderní Gruzií až do roku 2004. Den vyhlášení nezávislosti GDR 26. května byl prohlášen za státní svátek jako Den nezávislosti.

## Významní politici
- Noe Ramišvili – první předseda vlády Gruzie
- Noe Žordanija – druhý předseda vlády a dlouholetý předseda exilové vlády v Paříži
- Nikolaj Čcheidze – Předseda Ústavodárného shromáždění
- Kote Abchazi – generál, účastník ozbrojeného protisovětského odboje
- Kakuca Čolokašvili – plukovník, ministr obrany (1919), vůdce protisovětského odboje